# NGC 182
Az NGC 182 egy spirálgalaxis az Pisces (Halak) csillagképben.

## Felfedezése
Az NGC 182 galaxist William Herschel fedezte fel 1790. december 25-én.

## Tudományos adatok
A galaxis 5 261 km/s sebességgel távolodik tőlünk.